# 加藤英美里
加藤英美里（日语：／ Katō Emiri，1983年11月26日—）是日本女性聲優、歌手。東京都福生市出身。81 Produce事務所所屬。身高155cm。血型B型。

## 人物
- 與同事務所的三宅華也並稱女性配音員的潛力股。
- 與青二Production事務所所屬的鹿野優以是從高中時代到專門學校認識的好友。
- 喜歡玩遊戲，高中就讀美術設計相關科系，原本打算進入遊戲公司活用所學，但是最後進入了配音界。
- 高中三年級時的朋友（不是鹿野優以）從專門學校體驗回來後，便邀請鹿野優以和英美里參加配音學校的訓練，因而進入了配音員這個工作圈。也因為這樣，所以登上了專門學校的宣傳手冊上。
- 有近視，有時會在工作的時候戴眼鏡。
- 愛好攝影。
- 2008年獲得第二屆聲優獎女優部門新人賞和歌唱賞。
- 2008年12月17日發表第一片個人專輯「vivid」。
- 2012年獲得第六屆聲優獎助演女優賞。

## 作品

### 電視動畫
※粗體字代表主角人物。

#### 2000年代
2004年
- 今天是魔王（ドリア）
- 哈姆太郎（サボテンブラザースB）
- ネポス・ナポス（ネポ）

2005年
- 交響詩篇（アゲハC）

2006年
- 幸運女神 第二季（少女）
- ARIA The NATURAL（年輕女性、ペアウンディーネB）
- 冬季花園（女子店員C）
- 星夢天使（風真海）
- 砂沙美魔法少女俱樂部（梅津園子）
- 地上最強新娘（幼年孝士）
- 新登場!飛天小女警Z（赤堤桃子/超能花花）
- 翼之奇幻旅程（女たち）
- 到另一個你的身邊去（女子生徒A）
- 雙子公主（希風）
- ×××HOLiC（女子高生（エンゼル）A、占卜師の受付嬢、女僕、スイセン）
- 魔界戰記（アーチャー）
- 味楽る!ミミカ（押牛あがり（初代））

2007年
- 偶像大師 XENOGLOSSIA（ほとけ、店員、オペレーター）
- 守護甜心!（友人）
- ぜんまいざむらい（子狐のツキネ、バケネコ）
- 黑之契約者（茅沼奇可）
- デルトラクエスト（少女）
- 東京魔人學園劍風帖 龍龍 第貳幕（チビ龍麻、幼女）
- トレジャーガウスト（芽栗亞衣）
- 旋風管家（霞愛歌、女學生）
- Myself ; Yourself（女學生）
- 蟲之歌（スネイル、學生們）
- 幸運☆星（柊鏡）
- Candy Boy（神山咲夜）

2008年
- H2O -FOOTPRINTS IN THE SAND-（八雲雪路）
- 假面女僕衛士（和泉英子）
- 今天是魔王 第三季（ドリア、娘）
- 鬼太郎 第5作（雪子）
- SOUL EATER（貝雅）
- 超能力少女蘭（磯崎蘭）
- 野良耳（日语：のらみみ）（マイちゃん）
- 破天荒遊戲（小孩）
- 記憶女神的女兒們（小時候前埜輝紀）
- 黑執事（梅琳）
- 染紅的街道（綾小路華戀）

2009年
- 楚楚可憐超能少女組（カズラ）
- 旋風管家 第二季（霞愛歌、不良小孩C）
- 戰鬥陀螺 鋼鐵奇兵（湯宮健太）
- 超能力大戰（迪斯克）
- Princess Lover!（鳳條院聖華）
- 化物語（八九寺真宵）
- 輕聲密語（鳥追清梨）

#### 2010年代
2010年
- 神隱之狼（摘花五十鈴）
- 笨蛋，測驗，召喚獸（木下秀吉、木下優子）
- 戰鬥陀螺 鋼鐵奇兵 爆（湯宮健太）
- Angel Beats!（關根）
- 名偵探柯南（女子）
- 妄想學生會（五十嵐楓）
- 黑執事2（梅琳）
- 女僕咖啡廳（伊勢崎惠梨）
- STAR DRIVER 閃亮的塔科特（牧奈·琉璃）

2011年
- 魔法少女小圓（丘比）
- 電波女&青春男（御船流子）
- 戰鬥陀螺 鋼鐵奇兵 4D（湯宮健太）
- 玛莉亚狂热 Alive（宮前未希）
- 笨蛋，測驗，召喚獸2（木下秀吉、木下優子）
- 輕鬆百合（大室櫻子）
- SKET DANCE（吉彥、兔子）
- 便·當（著莪菖蒲）

2012年
- 偽物語（八九寺真宵）
- 最強學生會長（不知火半袖）
- 釣球（可可）
- 殭屍哪有那麼萌？（女僕·秋野）
- 輕鬆百合♪♪（大室櫻子）
- 織田信奈的野望（織田信勝）

2013年
- 戰勇。（小公主、太陽）
- 我的朋友很少NEXT（高山凱特）
- 小馬寶莉：友情就是魔法（柔柔）
- 星光少女 Rainbow Live（彩瀨鳴）
- 旋風管家Cuties（霞愛歌）
- 悠悠式（岡野弟）
- 物語系列 第二季（八九寺真宵）
- Fate/kaleid liner 魔法少女☆伊莉雅（嶽間澤龍子）
- 記錄的地平線（曉）
- たまごっち！～みらくるフレンズ～（みらいっち）

2014年
- 妄想學生會＊（五十嵐楓）
- HAMATORA ─超能偵探社─（初）
- 屬性同好會（風間之江）
- Wake Up, Girls!（近藤麻衣）
- 農林（小老闆）
- 星光少女 全星選拔（彩瀨鳴）
- 桃心之劍（饕餮）
- 黑執事 Book of Circus（梅琳）
- Fate/kaleid liner 魔法少女☆伊莉雅 2wei（嶽間澤龍子）
- Keroro（火之原燈）
- 記錄的地平線 第二期（曉）
- 七大罪（路易吉，動畫第七話出現之兄妹）
- 日常生活中的異能戰鬥（九鬼圓）
- （鈴河凜乃）

2015年
- OVERLORD（亞烏菈·貝拉·菲歐拉）
- 学园孤岛（太郎丸）
- Fate/kaleid liner 魔法少女☆伊莉雅 2wei Herz!（嶽間澤龍子）
- 輕鬆百合 夏日時光！+（大室櫻子）
- 輕鬆百合 3☆High！（大室櫻子）
- 終結的熾天使 名古屋決戰篇（圓藤彌生[4]）

2016年
- Schwarzesmarken（范氏蘭）
- HUNDRED百武裝戰記（克里斯·修坦貝爾）
- Fate/kaleid liner 魔法少女☆伊莉雅 3rei!!（嶽間澤龍子）
- Active Raid－機動強襲室第八課－ 2nd（由里亞）
- 蠟筆小新（阿久瀨留美）
- [哆啦A夢(水田山葵版)（科尼、小學女孩）

2017年
- Hand Shakers（芥川夫人）
- CHAOS;CHILD（艾琳）
- 小林家的龍女僕（才川莉可[5]）
- 碧藍幻想 The Animation（榭洛科特）
- 境界之輪迴 第3期（黑星三世）
- 戰鬥女子學園（綿木蜜雪兒）
- 終物語 第二季（八九寺真宵）
- 此花綺譚（志乃）
- 小松先生 第二季（久美）
- Wake Up, Girls! 新章（近藤麻衣）

2018年
- 怪獸娘～奧特怪獸擬人化計劃～（傑頓）
- OVERLORD II（亞烏菈·貝拉·菲歐拉）
- 名侦探柯南（末松末子）
- 異世界魔王與召喚少女的奴隸魔術（艾德爾卡特）
- OVERLORD III（亞烏菈·貝拉·菲歐拉）
- BanG Dream! Girls Band Party!☆PICO（上原緋瑪麗）
- 我家的女僕有夠煩！（絹江）
- CONCEPTION（粉月真昼[6]、Virgo）
- 七大罪 戒律的復活（戴爾多蕾）

2019年
- BanG Dream! 2nd Season（上原緋瑪麗[7]）
- POP TEAM EPIC（POP子〈第14話A段、NICONICO直播〉[8]）
- 異世界四重奏（亞烏菈）
- 星光頻道（幸瀨鳴）
- STAND MY HEROES PIECE OF TRUTH（男孩子）
- 七大罪 眾神的逆麟（戴爾多蕾）
- 少女前線 人形小劇場 -治癒篇-（AR15）

#### 2020年代
2020年
- 魔法紀錄 魔法少女小圓外傳（丘比／小小丘比[9]、謠言）
- 異世界四重奏2（亞烏菈）
- BanG Dream! 3rd Season（上原緋瑪麗）
- 少女前線 人形小劇場 -狂亂篇-（ST AR-15、59式）
- 隱瞞之事（娜迪拉）
- 繼 怪怪守護神（砂織）
- BanG Dream! Girls Band Party!☆PICO～大份～（上原緋瑪麗）
- 星光頻道（彩瀨鳴）
- 小碧藍幻想！（榭洛科特）
- 炎炎消防隊 貳之章（布蕾婭）
- 魔法科高中的劣等生 來訪者篇（黑羽文彌）

2021年
- 記錄的地平線 圓桌崩壞（曉）
- 異世界魔王與召喚少女的奴隸魔術Ω（艾德爾卡特）
- 七大罪 憤怒的審判（戴爾多蕾）
- 小林家的龍女僕S（才川莉可）
- 轉生成女性向遊戲只有毀滅END的壞人大小姐X（伊昂·史提亞德〈幼年〉）
- 魔法紀錄 魔法少女小圓外傳 2nd SEASON -覺醒前夜-（丘比／小小丘比、汽車廣播的聲音、新聞主播）
- BanG Dream! Girls Band Party!☆PICO Fever!（上原緋瑪麗）
- 魔法科高中的劣等生 追憶篇（黑羽文彌）

2022年
- 少女前線（ST AR-15）
- 泡泡糖忍戰（クロエ）
- BanG Dream! 少女樂團派對！5週年紀念動畫 -CiRCLE THANKS PARTY!-（上原緋瑪麗）
- 魔法紀錄 魔法少女小圓外傳 Final SEASON -淺夢的黎明-（丘比）
- 鍵等（關根）
- SPY×FAMILY間諜家家酒（貝琪·布萊克貝爾[10]）
- OVERLORD IV（亞烏菈·貝拉·菲歐拉）
- 花火醬總是遲到（コジロー）
- 小邪神飛踢X（海豚）
- 名偵探柯南（平澤真美子）
- 戀愛Flops（妖精索德)
- Delicious Party ♡ 光之美少女（館本飯菜）

2023年
- BanG Dream! It's MyGO!!!!!（上原緋瑪麗）
- SPY×FAMILY間諜家家酒 Season 2（特務M、貝琪·布萊克貝爾）

2024年
- 魔法科高中的劣等生 第3期（黑羽文彌[11]）

2025年
- 金牌得主（高峰瞳[12]）
- SPY×FAMILY間諜家家酒 Season 3（貝琪·布萊克貝爾[13]）

### OVA
2007年
- コルボッコロ（日语：コルボッコロ）（鈴、コルボッコロ）

2008年
- 幸運☆星（柊鏡）

2010年
- 純愛手札4 ORIGINAL ANIMATION（前田一稀）

2011年
- 笨蛋，測驗，召喚獸（木下秀吉、木下優子）

2015年
- 黑執事 Book of Murder（梅琳）

2016年
- OVERLORD（亞烏菈·貝拉·菲歐拉）

### 網上動畫
- Candy☆Boy（神山咲夜）
- 宫河家的空腹（柊镜）

2016年
- 曆物語（八九寺真宵）

2021年
- 少女前線 人形小劇場 -治癒篇2-（ST AR-15）

2024年
- 物語系列 第外季&第怪季（八九寺真宵[14]）

### 劇場版動畫
2011年
- 名偵探柯南：沈默的15分鐘（千草香織）

2012年
- 劇場版 魔法少女小圓 [前篇] 起始的物語（丘比）
- 劇場版 魔法少女小圓 [後篇] 永遠的物語（丘比）

2013年
- 劇場版 魔法少女小圓 [新篇] 叛逆的物語（丘比）

2014年
- Wake Up, Girls! 七位偶像（近藤麻衣）
- 劇場版 星光少女 全星選拔 星光☆十強（彩瀨鳴）

2017年
- 剧场版 黑執事 Book of the Atlantic（梅琳）
- 劇場版 妄想學生會（五十嵐楓）

2019年
- BanG Dream! FILM LIVE（上原緋瑪麗）

2021年
- 劇場版 妄想學生會2（五十嵐楓、小山理香）
- 劇場版 BanG Dream! Episode of Roselia II：Song I am.（上原緋瑪麗）
- BanG Dream! FILM LIVE 2nd Stage（上原緋瑪麗）

2022年
- 劇場版 BanG Dream! Poppin'Dream!（上原緋瑪麗）
- 劇場版 異世界四重奏 ～Another World～（亞烏菈）

2023年
- 劇場版 SPY×FAMILY CODE: White（貝琪·布萊克貝爾）

2024年
- 大室家 dear sisters（大室櫻子[15]）
- 大室家 dear friends（大室櫻子[15]）

2025年
- 小林家的龍女僕 害怕孤獨的龍（才川莉可[16]）

2026年
- 劇場版 魔法少女小圓 〈魔女之夜的迴天〉（丘比）

### 角色歌
2015年
- 終焉之栞（B香）

### 廣播劇
- 集英學園乙女研究部
- 東京アニメセンターRADIO
- TOKYO→NIIGATA MUSIC CONVOY（2006年3月分擔當）
- 篁破幻草子（酒人內親王）
- 最強學生會長（不知火半袖）
- 地獄三頭犬的日常（筥麻呂）

### 遊戲
- 武裝神姬BATTLE RONDO（賽蓮型MMS 優克蘭緹）
- 染紅的街道 平行（綾小路華戀）
- （ドリア）
- 幸運☆星 〜陵櫻學園 櫻藤祭〜（柊鏡）
- 弧光之源2-意志（アルティ）
- 純愛手札4（前田一稀）
- 符文工廠3 -新牧場物語-（托娜）
- CR戰國少女2（大友sorin）
- 11eyes -罪與罰與贖的少女-（紅野澪）
- 壓倒的遊戲 無限靈魂（夏普洛）
- 噬神者2（香月奈奈）
- 戰鬥女子學園（綿木蜜雪兒）
- 鋼鐵少女（香霍斯特、格奈森瑙、伯斯）
- 鬥陣特攻（閃光）
- 少女前線（ST AR-15、Ithaca M37）
- 戰艦少女R（吹雪、烏戈里尼·維瓦爾迪、肇和）

2014年
- 碧藍幻想 (榭洛科特)

2017年
- BanG Dream! 少女樂團派對（上原绯玛丽[17]）

2018年
- 轟炸少女（小漆）

2019年
- 碧藍幻想 (哈魯特&馬魯特)
- 初音島4（逢見諳子[18]）
- 艾爾之光（菈比）
- 英雄聯盟（悠咪）[19]

2021年
- 閃耀幻想曲 (鈴蘭)

2023年
- 崩壞：星穹鐵道（白露）
- 魔法禁书目录 幻想收束（亚乌菈·贝拉·菲欧拉）

2024年
- 女神異聞錄3 Reload（西脇結子）

### CD
- 廣播劇CD 純真奇蹟100%（奧村莉紗）

### 個人專輯
- vivid（2008年12月17日）
- One girl（2009年9月2日）
- Jump!（2010年10月6日）

### 其他
- Club AT-X（2005年1月～2006年3月）

## 註解
1. 1 2  .   [2010-11-26]. （原始内容存档于2011-01-21） （日语）.
2. ↑  （日語）. Seiyu Awards.   [2012-03-03]. （原始内容存档于2012-05-13） （日语）.
3. ↑  （日語）. Seiyu Awards.   [2012-03-03]. （原始内容存档于2012-03-03）.
4. ↑  . アニメイトTV.   [2015-09-22]. （原始内容存档于2015-09-23） （日语）.
5. ↑  . . 2016-12-24  [2016-12-24]. （原始内容存档于2016-12-24） （日语）.
6. ↑  . 電視動畫「CONCEPTION」官方網站.   [2018-08-28]. （原始内容存档于2018-08-28） （日语）.
7. ↑  . 電視動畫「BanG Dream! 2nd Season」官方網站.   [2019-01-03]. （原始内容存档于2019-01-26） （日语）.
8. ↑  . ORICON NEWS. 2019-04-01  [2019-04-01]. （原始内容存档于2019-04-01） （日语）.
9. ↑  . 電視動畫「魔法紀錄 魔法少女小圓外傳」官方網站.   [2019-09-08]. （原始内容存档于2019-10-07） （日语）.
10. ↑  . Comic Natalie. 2022-05-07  [2022-05-07]. （原始内容存档于2022-06-05） （日语）.
11. ↑  . Comic Natalie. 2024-01-04  [2024-01-04]. （原始内容存档于2024-01-11） （日语）.
12. ↑  . Comic Natalie. 2024-12-15  [2024-12-15]. （原始内容存档于2024-12-24） （日语）.
13. ↑  . Comic Natalie. 2025-07-22  [2025-07-22] （日语）.
14. ↑  . Comic Natalie. 2024-03-24  [2024-03-24]. （原始内容存档于2024-06-08） （日语）.
15. 1 2  . Comic Natalie. 2023-08-04  [2023-08-04]. （原始内容存档于2023-08-04） （日语）.
16. ↑  . MANTANWEB. 2025-01-15  [2025-01-15]. （原始内容存档于2025-01-26） （日语）.
17. ↑  . BanG Dream!（バンドリ）ガールズバンドパーティ！.   [2017-02-18]. （原始内容存档于2017-03-01） （日语）.
18. ↑  . 遊戲「D.C.4」官方網站.   [2019-01-19]. （原始内容存档于2019-01-19） （日语）.
19. ↑  .   [2019-10-18]. （原始内容存档于2019-10-18） （日语）.

## 外部連結
- clover cafe（加藤英美里官方網站）（页面存档备份，存于）（日語）
- emi Re:lax（加藤英美里官方粉絲俱樂部）（页面存档备份，存于）（日語）
- 81 Produce上的介紹頁 （页面存档备份，存于）（日語）
- 加藤英美里的X（前Twitter）（日語）
- 加藤英美里的Instagram帳戶（日語）
- YouTube上的加藤英美里頻道（日語）